# Rechtskraft (Deutschland)
Der Rechtsbegriff Rechtskraft bezeichnet bestimmte Rechtswirkungen, die von einem gerichtlichen Urteil oder Beschluss ausgehen, sowie die Voraussetzungen, unter denen diese Wirkungen eintreten.

## Allgemeines
Die Rechtskraft von Gerichtsentscheidungen dient der Rechtssicherheit und damit dem Rechtsfrieden. Die Gesetzeskraft und Bestandskraft sind mit der Rechtskraft vergleichbar und betreffen die Rechtswirksamkeit von Rechtsnormen bzw. Verwaltungsakten.

## Wirkung
Die Wirkung der Rechtskraft lässt sich mit dem römischen Grundsatz „contra rem iudicatam non audietur“ wie folgt übersetzen: „Gegen eine entschiedene Sache wird man nicht gehört“. Ziel der Rechtskraft ist es somit, die Endgültigkeit richterlicher Entscheidungen wirksam werden zu lassen, um somit dem Rechtsfrieden und der Rechtssicherheit zu dienen. Die entgegenstehende Rechtskraft führt daher bei einer erneuten gleichartigen Klage oder einem erneuten gleichartigen Antrag zur Unzulässigkeit. Besondere Fallkonstellationen sind der Möglichkeit der Einleitung eines Abänderungsverfahrens vorbehalten.
Grundsätzlich entfaltet nur der Tenor des Urteils Rechtskraft, also die gerichtliche Entscheidung selbst, nicht jedoch deren Begründung oder etwa Tatsachenfeststellungen. Tenor und Spruchteil sind aber, insbesondere bei abweisenden Urteilen, „im Lichte“ der Gründe zu interpretieren.
In Deutschland wird die Unanfechtbarkeit verwaltungsbehördlicher Entscheidungen im Unterschied zu Österreich als Bestandskraft bezeichnet und ist deutlich von der Rechtskraft abzugrenzen. Obwohl im Bußgeldverfahren bei Ordnungswidrigkeiten zunächst kein Gericht mittels Urteil, sondern die Verwaltungsbehörde mittels Verwaltungsakt entscheidet, erwachsen Bußgeldbescheide nicht lediglich in Bestands- sondern in Rechtskraft, § 84 OWiG.
Weiter zu unterscheiden ist zum einen zwischen formeller Rechtskraft und materieller Rechtskraft, zum anderen zwischen der Rechtskraftwirkung von Prozessurteil und Sachurteil.

## Formelle Rechtskraft
Formelle Rechtskraft bedeutet Unanfechtbarkeit. Zulässige Rechtsmittel hindern den Eintritt der (formellen und materiellen) Rechtskraft (Suspensiveffekt). Zu den Rechtsmitteln zählen insbesondere Berufung und Revision. Die formelle Rechtskraft tritt ein, wenn es kein ordentliches Rechtsmittel mehr gegen die Entscheidung gibt (vgl. § 705 ZPO). Das ist der Fall, wenn die zur Einlegung von Rechtsmitteln Berechtigten die hierfür vorgesehene Frist verstreichen lassen, darauf verzichten (Rechtsmittelverzicht) oder ein solches nicht vorgesehen ist, insbesondere, wenn die letzte Instanz entschieden hat.
Die Verfassungsbeschwerde ist kein Rechtsmittel, sondern ein außerordentlicher Rechtsbehelf. Das Einlegen einer Verfassungsbeschwerde oder die Möglichkeit dazu hindert nicht den Eintritt der formellen Rechtskraft.
Die eingetretene formelle Rechtskraft kann nur ausnahmsweise nachträglich wieder entfallen. Bei unverschuldeter Versäumung der Rechtsmittelfrist kann nachträglich Wiedereinsetzung in den vorigen Stand (§§ 233 ff. ZPO, §§ 44 ff. StPO) gewährt werden. Unter engen Voraussetzungen kann das Verfahren wiederaufgenommen werden (§§ 578 ff. ZPO, §§ 359 ff. StPO). Auch auf eine Verfassungsbeschwerde hin kann eine rechtskräftige Entscheidung aufgehoben werden, § 95 BVerfGG.

## Materielle Rechtskraft
Materielle Rechtskraft bedeutet inhaltliche Bindungswirkung in persönlicher, sachlicher und zeitlicher Sicht. Sie setzt den Eintritt formeller Rechtskraft voraus und legt sämtliche Gerichte und die Parteien auch in späteren Prozessen auf die rechtskräftig festgestellte Rechtsfolge fest. Dies soll unter anderem sich widersprechende Urteile verhindern und Rechtssicherheit für die Parteien schaffen. Auf Dritte, die am Verfahren nicht beteiligt waren, erstreckt sich die Bindung dagegen grundsätzlich nicht (vgl. § 325 ZPO).
Im Zivilprozess ist es dann grundsätzlich nicht mehr erlaubt, dasselbe Begehren (denselben Streitgegenstand beziehungsweise prozessualen Anspruch) noch einmal zum Gegenstand eines gerichtlichen Verfahrens zu machen (ne bis in idem). Außerdem ist in einem späteren Prozess, wenn sich die entschiedene Frage vorfrageweise für einen anderen Anspruch stellt (Präjudizialität), das Gericht an die Feststellung gebunden. Dabei erstreckt sich die Rechtskraft regelmäßig nur auf den erhobenen Anspruch; die Urteilsgründe erwachsen hingegen nicht in Rechtskraft (vgl. § 322 Abs. 1 ZPO).
Im Strafprozess führt die Rechtskraft des Urteils zu einem Strafklageverbrauch (ne bis in idem), so dass eine nochmalige Verfolgung wegen derselben Tat ausgeschlossen ist.
Weiter müssen nach dem Grundgesetz (vgl. Art. 19 Abs. 4 S. 1 GG und Rechtsstaatsprinzip (vor allem Rechtssicherheit)) sämtliche Staatsorgane, insbesondere Verwaltungsbehörden, die materielle Rechtskraft beachten.
Die Bestandskraft entfaltet im öffentlichen Recht bei Verwaltungsakten der Rechtskraft ähnliche Wirkungen. Das Verfassungsprozessrecht kennt außerdem Bindungswirkung gem. § 31 BVerfGG. Sie erfasst alle Gerichte und Behörden und reicht so über die Wirkungen der Rechtskraft hinaus.

## Prozessurteil und Sachurteil
Prozessurteile sind Urteile, in denen die Klage als unzulässig abgewiesen wird. Sie sind der formellen Rechtskraft fähig (etwa, wenn die Klagefrist versäumt wurde), ohne dass sie stets in materielle Rechtskraft erwachsen würden: Ein Mangel in der Postulationsfähigkeit zum Beispiel kann geheilt werden, indem der Bürger seine Klage, für die Anwaltszwang herrscht, nicht wieder selbst einlegt, sondern doch noch einen Rechtsanwalt beauftragt. Die materielle Rechtskraft eines Prozessurteils bezieht sich allein auf den Zulässigkeitsmangel, an dem das Gericht die Klage hat scheitern lassen.
Sachurteile sind Urteile, in denen über die zulässige Klage in der Sache und damit über die Begründetheit der Klage entschieden wird. Sie sind formeller und materieller Rechtskraft fähig. Es gilt das oben Gesagte.

## Teilrechtskraft
Eine Entscheidung kann auch teilweise rechtskräftig werden. Dabei unterscheidet man in vertikale Teilrechtskraft und horizontale Teilrechtskraft.
Vertikale Teilrechtskraft liegt vor, wenn ein Teil des Prozessstoffes, der auch Gegenstand eines eigenständigen Verfahrens hätte sein können, rechtskräftig wird und wegen des übrigen Prozessstoffes weiter prozessiert wird. Die vertikale Teilrechtskraft bietet keine besonderen dogmatischen Schwierigkeiten. Der Fall liegt nicht anders, als wenn von Beginn an zwei unterschiedliche Verfahren begonnen worden wären, von denen eines durch eine rechtskräftig gewordene Entscheidung beendet ist.
Horizontale Teilrechtskraft bezeichnet demgegenüber den Fall, dass eine Stufe eines Verfahrens rechtskräftig geworden ist, während das Verfahren im Übrigen fortgesetzt wird. Dies ist vor allem im Strafprozess der Fall, wenn ein die Instanz abschließendes Urteil nur im Strafausspruch mit einem Rechtsmittel angegriffen wird. Hier erwächst der Schuldspruch in Rechtskraft, so dass er vom Rechtsmittelgericht nicht mehr geändert werden kann, während zum Strafausspruch noch zu entscheiden ist.

## Durchbrechung der Rechtskraft
Schließlich ist in zahlreichen Fallgruppen eine Durchbrechung der Rechtskraft möglich. Hier gebietet es die Einzelfallgerechtigkeit, die Belange der Rechtssicherheit hintan zu stellen.
Die Fälle der Durchbrechung der Rechtskraft sind im deutschen Prozessrecht vor allem folgende Fälle:
- Die Wiederaufnahme des Verfahrens gemäß §§ 578 ff ZPO bzw. gemäß § 185 FamFG
- Die Wiedereinsetzung in den vorigen Stand gemäß § 233 ZPO
- Die Abänderungsklage gemäß § 323 ZPO bzw. gemäß § 238 FamFG
- Die Schadensersatzklage gemäß § 826 BGB bei Urteilserschleichung
- Die Anhörungsrüge gemäß § 321a ZPO bzw. gemäß § 152a VwGO (bei Verletzung des verfassungsrechtlich gewährleisteten Anspruchs auf rechtliches Gehör nach Art. 103 Abs. 1 GG)
- Die Verfassungsbeschwerde zum BVerfG oder zu den Landesverfassungsgerichten